# Costatrichia zopilote
Costatrichia zopilote is een schietmot uit de familie Hydroptilidae. De soort komt voor in het Neotropisch gebied.